# Понтинг, Герберт
Ге́рберт Джордж По́нтинг (англ. Herbert George Ponting; 1870—1935) — фотограф, путешественник, режиссёр-документалист, получивший наибольшую известность, главным образом, за свои работы, сделанные во время британской антарктической экспедиции под руководством Роберта Скотта (1910—1913).

## Ранние годы жизни
Герберт Джордж Понтинг родился 21 марта 1870 года в городе Солсбери (графство Уилтшир), Англия, в семье банковского служащего Фрэнсиса Уильяма Понтинга и его жены Мэри Сайденхем. После окончания школы он устроился на работу в один из банков Ливерпуля. В 1892 году эмигрировал в США (штат Калифорния), где познакомился с Мэри Биддл Элиот, на которой женился в 1895 году. Не без финансовой помощи своей семьи Понтинг приобрёл фруктовую ферму в Оберне, однако это его коммерческое начинание не имело успеха, и спустя шесть лет (по другим данным в 1898 году) он вместе с семьёй вернулся в Англию, но вскоре возвратился обратно в США.
Ещё в 1900 году Понтинг серьёзно увлёкся новым направлением в искусстве — фотографией, и в том же году стал победителем фотовыставки, организованной компанией Bausch & Lomb. Его работы также были представлены на экспозиции фирмы Кодак во время Всемирной выставки в Сент-Луисе (1904). Он проявлял интерес к технике стереофотографии, чем привлёк внимание компании «Ундервуд и Ундервуд» — крупнейшего издателя стереографических фотографий, которая предложила ему отправиться в Японию. В 1901 году Понтинг оставил свою жену с двумя маленькими детьми, и отправился в своё первое из многочисленных путешествий на Дальний Восток, во время которого посетил Японию, Маньчжурию, Корею, Россию, Индию, Китай, Яву и Бирму. В 1904—1905 годах он работал корреспондентом журнала Harper’s Weekly и освещал события Русско-японской войны. Кроме этого, Понтинг снимал во французских и швейцарских Альпах. К концу 1910-х годов он имел репутацию лучшего фотографа-путешественника в мире. В 1910 году была издана его первая, проиллюстрированная многочисленными фотографиями, книга «Япония. На родине лотоса» (англ. In Lotus-Land Japan).

## Путешествие в Антарктиду (1910—1912)

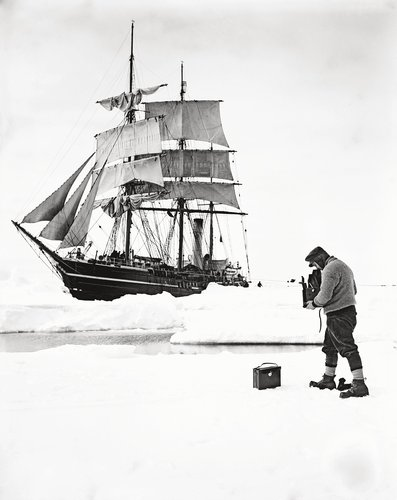
Автопортрет на фоне барка «Терра Нова», декабрь 1910 года

В 1909 году Роберт Скотт пригласил Герберта Понтинга принять участие в его новой антарктической экспедиции в качестве фотографа. Со времён изобретения фотографии во всех экспедициях в полярные области Земли были «свои» фотографы, но никогда до экспедиции Скотта в их состав не входили профессионалы.
Понтинг был убеждён, что помимо съёмок статических изображений, киносъёмка была не менее важна для более полного освещения деятельности экспедиции (а также для получения возможной финансовой прибыли), для чего он прошёл краткий курс обучения на заводе Альфреда Самуила Ньюмана, чьи кинокамеры Ньюман-Синклер были специально адаптированы для работы в полярных регионах.
Работу экспедиции Скотта Понтинг начал снимать ещё на борту экспедиционного судна «Терра Нова» и продолжал вплоть до самого своего отплытия из Антарктики 4 марта 1912 года. Им были отсняты сотни метров киноплёнки, а также более тысячи негативов, на которых он запечатлел антарктические пейзажи, животный мир Антарктиды и повседневную работу и жизнь участников экспедиции. Он стремился создать идеально сбалансированные фотографии, для чего участникам экспедиции, зачастую, приходилось ему позировать. Среди них даже вошёл в обиход термин «понтинг», как означающий позирование для Понтинга. Во время одной из таких фотосессий Томас Клиссолд — повар экспедиции, стал жертвой искусства, получив сотрясение мозга после падения с айсберга, на вершине которого Понтинг его запечатлел. Помимо своей непосредственной работы, Понтинг, в меру возможностей, принимал участие и в повседневной рутинной работе экспедиции. В течение полярной ночи он, как и многие другие её участники, много раз читал лекции об искусстве фотографии и своих многочисленных путешествиях.

… среди офицеров, и среди матросов не было никого, кому надоедали бы лекции Понтинга с демонстрацией его собственных неподражаемых снимков, уводивших нас в далекие страны. Мы заглядывали на часок в Бирму, Индию, Японию, любовались цветами, деревьями, женскими лицами, составляющими такой разительный контраст с нашей обстановкой, и становились от этого добрее.— Эпсли Черри-Гаррард
Роберт Скотт в своих дневниках очень тепло отзывался о Герберте Понтинге и как о незаурядной личности, гармонично вписавшейся в коллектив, и как о профессионале своего дела:

Самым превосходным его качеством, пожалуй, является удивительная способность схватить живописные, эффектные кадры. Поэтому компоновка его снимков необыкновенно хороша. Он каким‑то чутьем в точности определяет соотношение переднего плана и перспективы, умело схватывает в кадре элементы живой природы. Искусным применением разных объектов и большей или меньшей выдержкой он подчеркивает тонкие теневые эффекты на снегу и воспроизводит его изумительную прозрачность. Он — художник, влюбленный в свою работу. Душа радуется, когда слушаешь его восторженные рассказы о достигнутых результатах и его планы на будущее.— Р. Скотт

## Последующие годы жизни

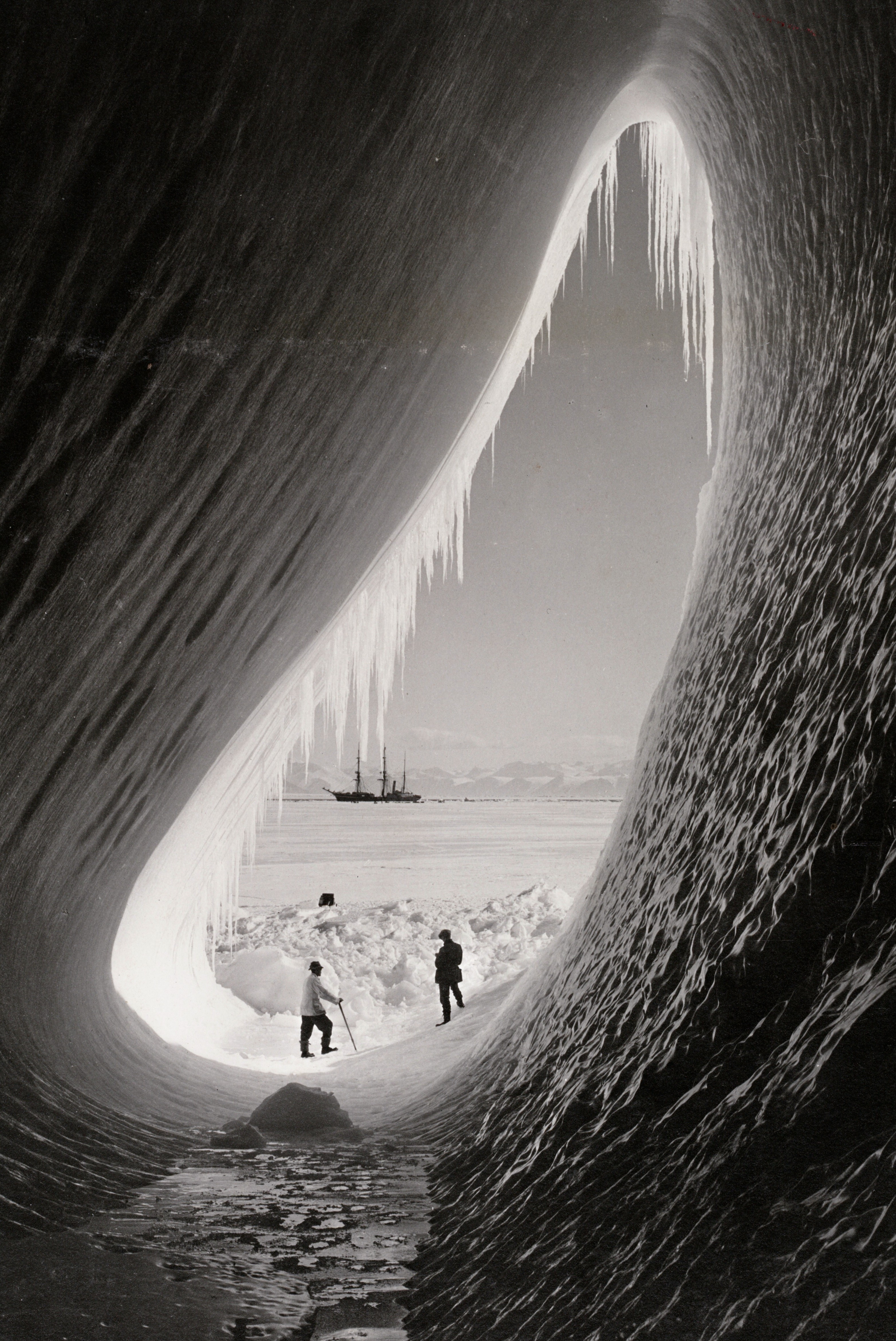
Ледяной грот. Одна из наиболее известных фотографий Герберта Понтинга, ставшая обложкой к его фильму «90 градусов южной широты»

Однако, по возвращении из Антарктики Герберт Понтинг перестал путешествовать и заниматься фотографией. Он выкупил права на отснятые видеоматериалы у французской кинокомпании Gaumont и сосредоточил свои усилия на многочисленных поездках по стране, во время которых читал лекции и демонстрировал фото и киноматериалы об экспедиции и судьбе капитана Скотта (о которой узнал только в феврале 1913 года). Во время Первой мировой войны он послал на фронт копии своих киносъёмок, которые расценивались не столько как память о Скотте, сколько как пример «преданности цели, идеалу и долгу». В 1921 году была издана книга Понтинга «На бескрайнем юге» (англ.  The Great White South), проиллюстрированная его 164 фотографиями. Она имела огромный успех. А в 1924 году был выпущен полнометражный фильм об экспедиции Скотта «Великое белое безмолвие», который получил большое признание.
С появлением технологии синхронизированного с видеорядом звука, Понтинг решил, что это будет «очень важным дополнением в интересах истории», и начал трёхлетнюю кропотливую работу над созданием новой версии «безмолвия», на что потратил £10,000. Результатом этой работы стал фильм «90 градусов южной широты» (англ. 90° South), который увидел свет в 1933 году. Фильм, как и почти все коммерческие начинания Понтинга, не принёс автору финансовой выгоды и Понтинг, по его собственным словам, «был сражён как физически, так и финансово». Он умер в Лондоне от сердечного приступа 7 февраля 1935 года.
Его фильм «Великое белое безмолвие», ставший настоящим британским эпосом о героической эпохе полярных исследований, был восстановлен и переиздан в 2011 году.

## Некоторые из наиболее известных фотографий

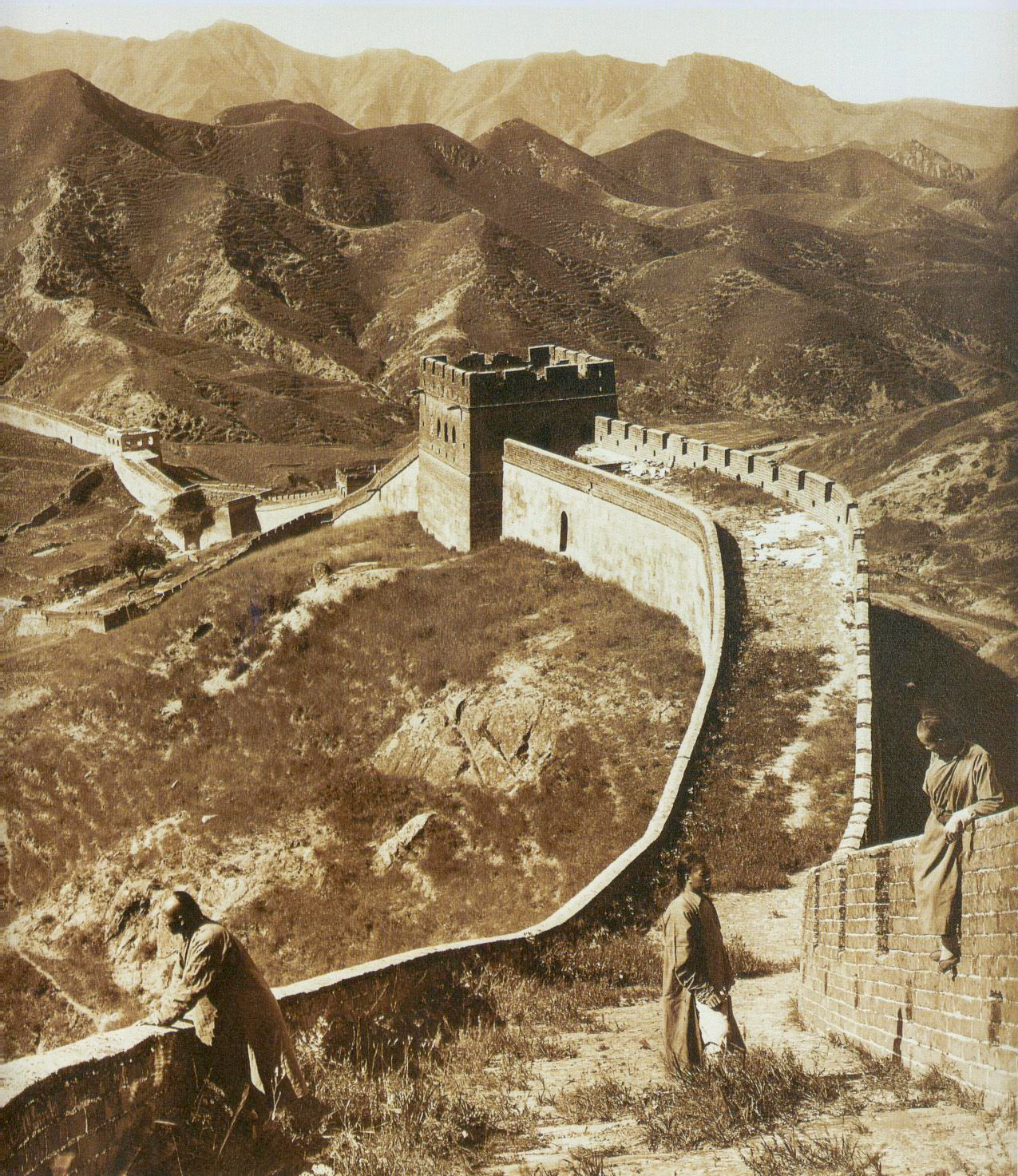
Великая китайская стена (1907)
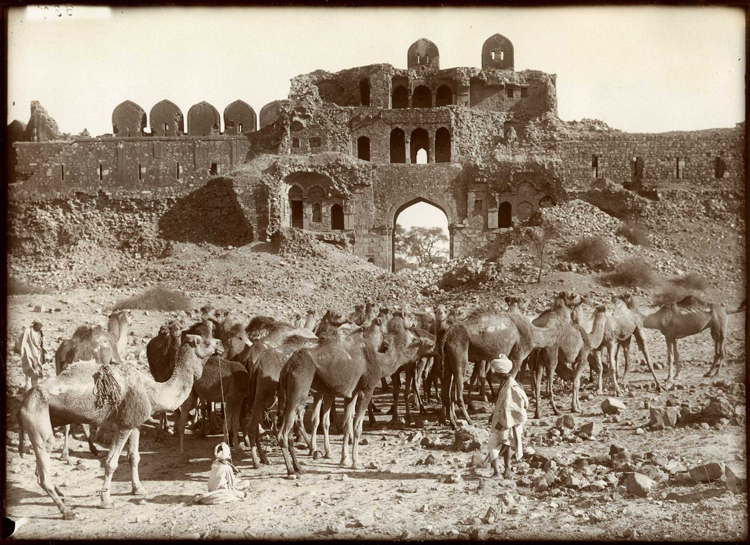
Стены старого Дели
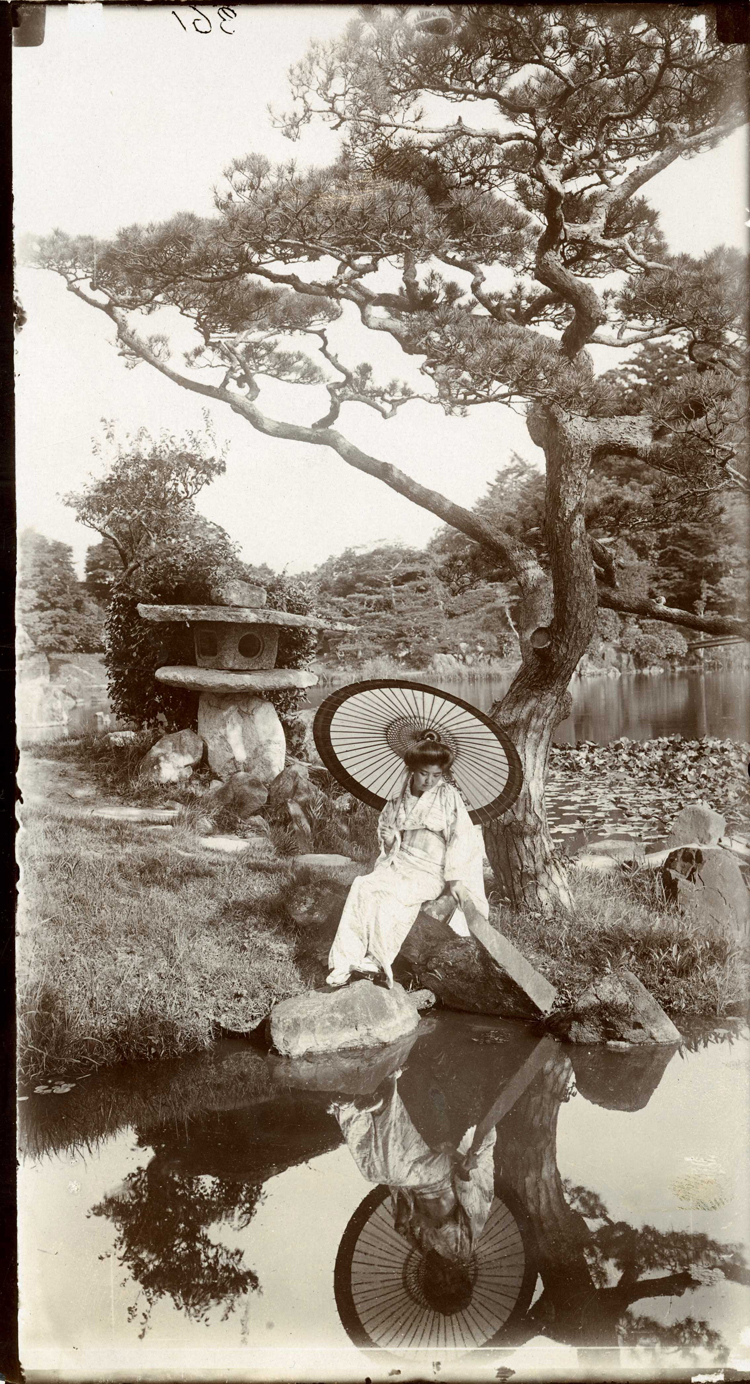
В японском саду
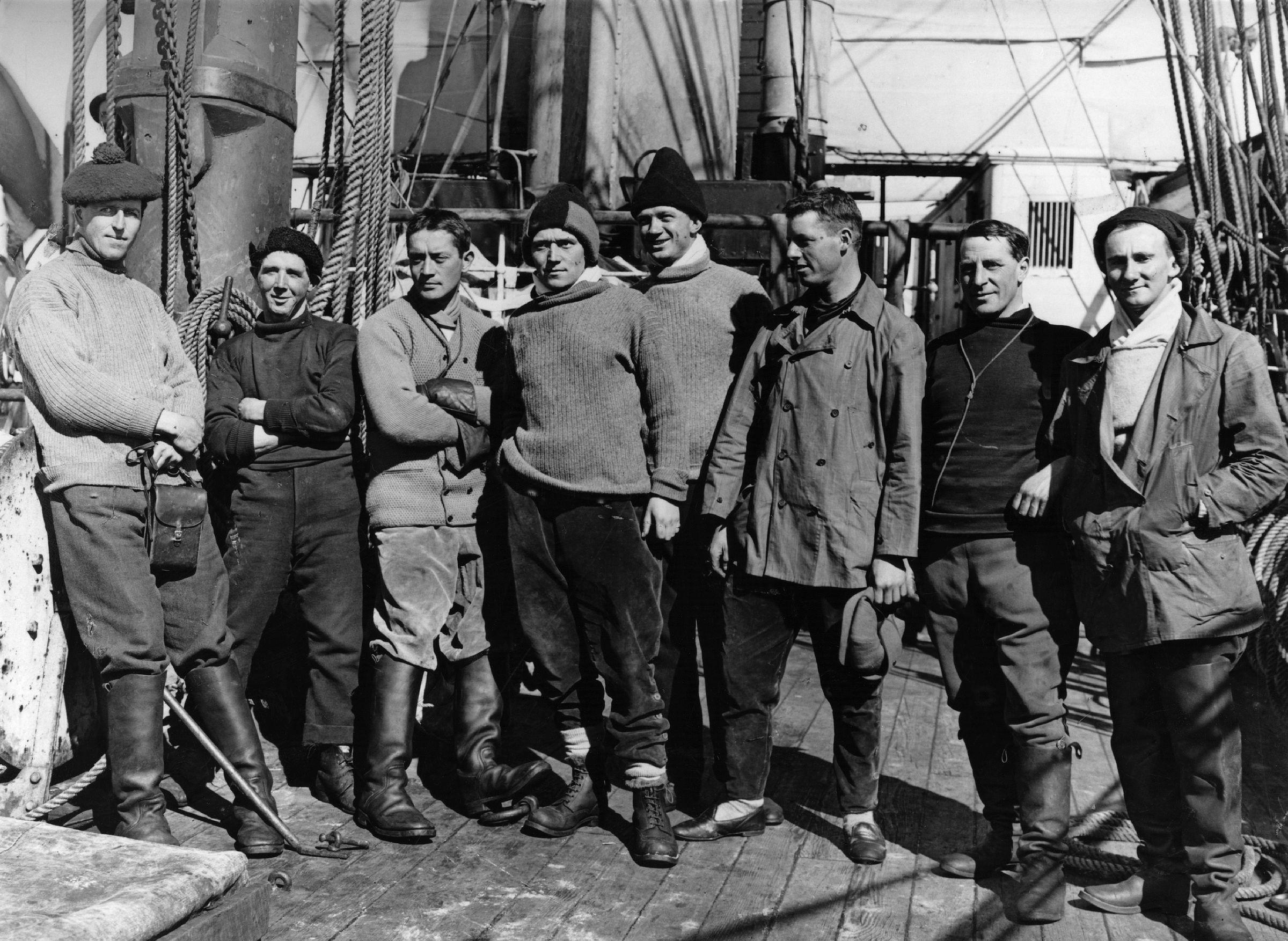
Офицеры "Терра Новы"
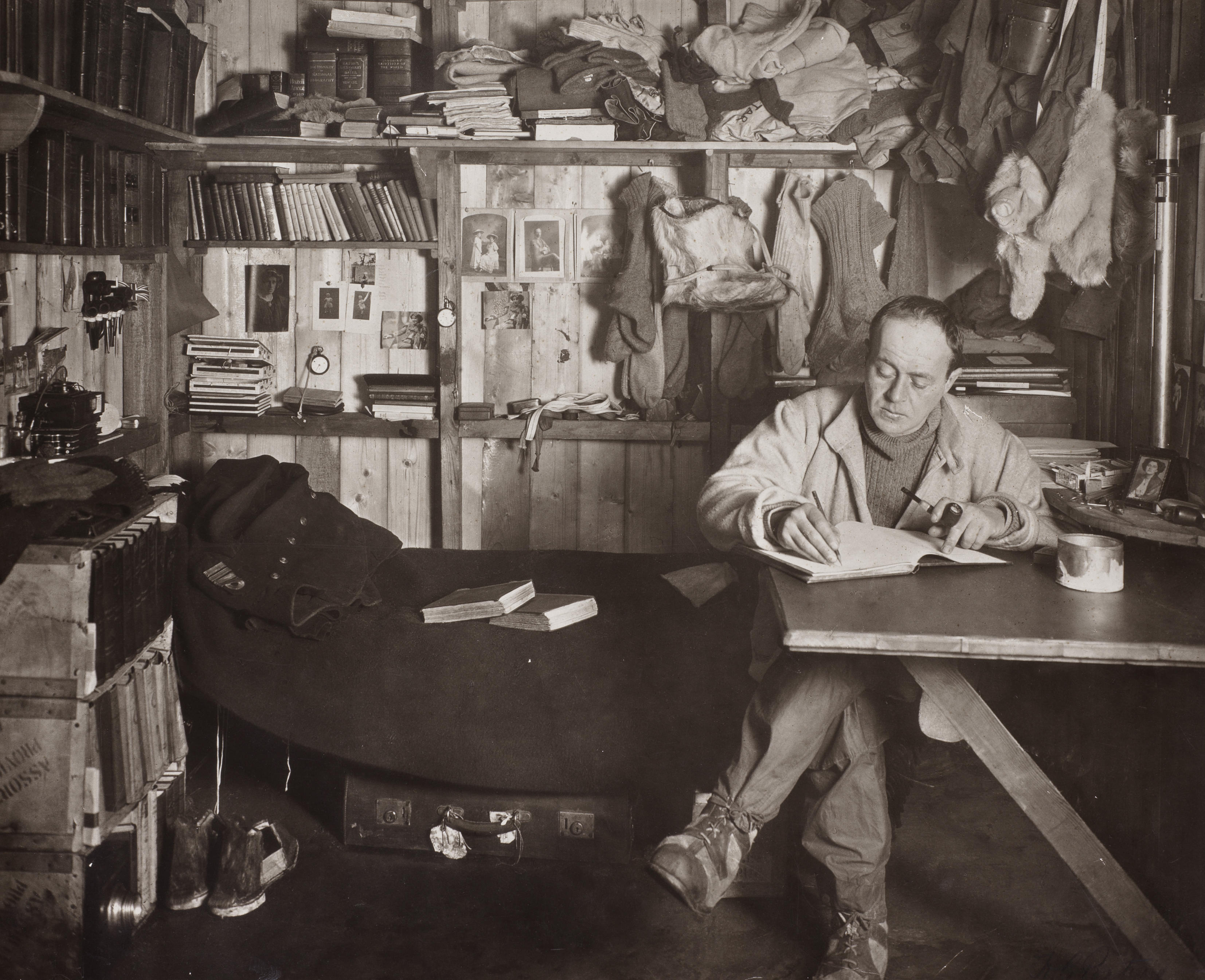
Скотт на мысе Эванс, октябрь 1911
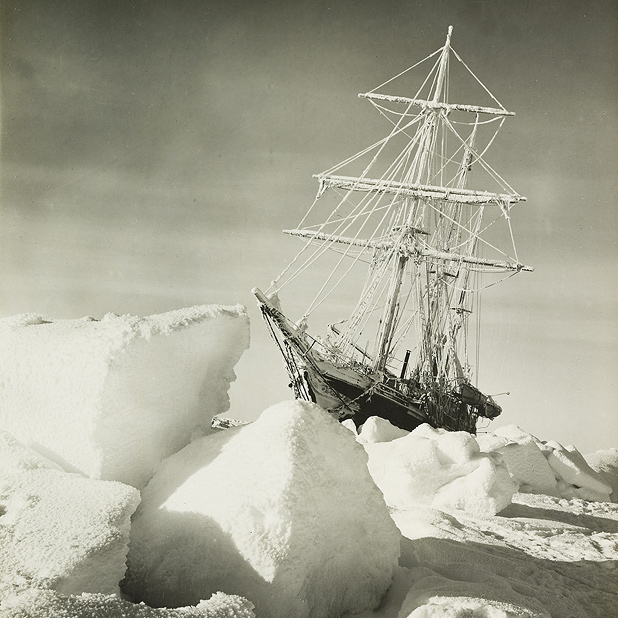
"Терра Нова" в паковых льдах